# Fujitsu FM New 7
Fujitsu FM New 7 (FM New 7) је кућни рачунар фирме Фуџицу (Fujitsu) који је почео да се производи у Јапану током 1984. године.
Користио је Motorola 68B09 микропроцесорску јединицу а RAM меморија рачунара је имала капацитет од 64 KB. 
Као оперативни систем кориштен је са опционим диск јединицама: OS-9, FLEX, UCSD-P SYSTEM, RUNSER и CP/M са Z80 картицом за проширење.

## Детаљни подаци
Детаљнији подаци о рачунару FM New 7 су дати у табели испод.
|                       |                                                                      |
| [ 1 ]                 |                                                                      |
| Произвођач            | Фуџицу                                                               |
| Тип                   | кућни рачунар                                                        |
| Меморија              | 64 KB                                                                |
| Поријекло             | Јапан                                                                |
| Година                | 1984                                                                 |
| Тастатура             | пуни помак тастера тастатура, 10 функцијских тастера, тастери смјера |
| Процесор              |                                                                      |
| Фреквенција процесора | 2                                                                    |
| RAM                   | 64 KB                                                                |
| ROM                   | 44 KB                                                                |
| Текст                 | 40 x 12 (приказ јапанских знакова)                                   |
| Графика               | 640 x 200 са 8 боја                                                  |
| Боја                  | непознато                                                            |
| Звук                  | 3 канала, 8 октава                                                   |
| Димензије             | непознато                                                            |
| Портови               |                                                                      |
| Оперативни систем     | са опционим диск јединицама: и са картицом за проширење              |